# Shuka Saitō
Shuka Saitō (斉藤 朱夏 Saitō Shuka; * am 16. August 1996 in der Präfektur Saitama) ist eine japanische Sängerin und Synchronsprecherin. Sie erlangte ihre Bekanntheit für ihre Sprechrolle der Yō Watanabe in der zum Love-Live!-Franchise gehörenden Anime-Fernsehserie Love Live! Sunshine!!.
Als Musikerin steht Saitō bei Sacra Music unter Vertrag.

## Biografie
Shuka Saitō wurde 1996 als jüngstes von vier Kindern geboren. Sie hat eine ältere Schwester und zwei Brüder. Auf Vorschlag ihrer Mutter besuchte Saitō in der vierten Klasse der Grundschule einen Hip-Hop-Kurs, welcher früh einen großen Einfluss auf ihren Berufswunsch auswirkte. Bis zum dritten Jahr an der Oberschule nahm sie Tanzunterricht. Im zweiten Jahr der Oberschule nahm sie zudem Gesangsunterricht.
Im Jahr 2015 nahm Saitō an einem Vorsprechen für die Rolle der Yō Watanabe aus der Anime-Fernsehserie Love Live! Sunshine!! teil und bekam die Sprechrolle. Sie ist Teil der fiktiven Gruppe Aqours, die zum Love-Live!-Franchise gehört, und veröffentlichte mehrere Singles mit der Gruppe, welche in Japan sehr erfolgreich sind und teilweise eine Goldene Schallplatte erhielten. Bei den elften Seiyū Awards im Jahr 2017 erhielt Saitō als Mitglied von Aqours den Singing Award zugesprochen.
Weitere Sprechrollen hatte Shuka Saitō in der Anime-Fernsehserie OreSuki und dessen OVA als Asaka Mayama. Zudem interpretierte sie mit Papapa das Lied im Vorspann der Serie. Daneben sprach sie diverse Figuren in verschiedenen Videospielen, darunter Phantasy Star Online, Granblue Fantasy, Hakoniwa Company works und Dolls Order.
Im Juni 2019 kündigte Saitō an, auch als Solo-Musikerin tätig zu werden und unterzeichnete einen Plattenvertrag mit dem japanischen Musiklabel Sacra Music. Ihre Debüt-EP Shoelace erschien am 14. August gleichen Jahres. Diese EP stieg auf Platz fünf der japanischen Musikcharts ein. Die Single 36℃/Papapa landete auf Platz 12 in den japanischen Singlecharts und verblieb insgesamt acht Wochen in der Bestenliste.

## Wirken

### Filmografie
- 2016–2017: Love Live! Sunshine!! als Yō Watanabe
- 2019–2020: Ore o Suki nano wa Omae dake kayo als Asaka Mayama
- 2020: D4DJ First Mix als DJ Misamisa
- 2021: Wonder Egg Priority als Rika Kawai

### Diskografie
- 2019: Shoelace (Mini-Album, Sacra Music)
- 2019: 36℃/Papapa (Single, Sacra Music)
- 2020: Sunflower (EP, Sacra Music)
- 2021: Sekai no Hate (Single, Sacra Music)
- 2021: Patchwork (Album, Sacra Music)
- 2022: Ippai Attena (Single, Sacra Music)
- 2023: Bokura wa Genius (Single, Sacra Music)